# Ensinamentos bahá'ís
Os Ensinamentos Bahá'ís englobam considerável número de ideias, que podem se tornar base para conceitos sociais, espirituais e científicos. Suas ideias foram estabelecidas pelas figuras centrais na segunda metade do século 19 e posta em prática por seus seguidores e instituições delineadas.

## Unidade

### Convênio
Bahá'u'lláh, fundador da Fé Bahá'í, descreve um Convênio (pacto) entre Deus e a humanidade, como também de cada Mensageiro ao povo de Sua época, este consiste no reconhecimento individual do Mensageiro de Deus para sua época e obediência de Suas leis. Através das Escrituras das grandes religiões mundialmente reconhecidas, muitos escritos bahá'ís procuram demonstrar e explicar o Convênio estabelecido por vários Manifestantes como Maomé e Cristo. Este convênio é uma parte do conceito Bahá'í de Unidade (ver próximo item: Unidade de Deus e Seus Profetas)

### Unidade de Deus e Seus Profetas
A despeito de constantes conflitos que há séculos envolvem as religiões na visão de inúmeros expositores, os bahá'ís se apoiam nos próprios ensinamentos dessas religiões para enfatizar que todas as religiões, ao contrário, ensinam o amor e a unidade - sendo a intolerância e o fanatismo origem de tais conflitos.
É proibido o fanatismo na Fé Bahá'í, o que consistiria em se fechar a dogmas que muitas vezes podem ser mal-interpretados.
A luz do princípio de que todas as religiões provém de Deus, os homens podem procurar compreender e desta forma eliminar os preconceitos religiosos.
| “ | Ó vós que habitais a terra! A religião de Deus visa o amor e união; não a torneis causa de inimizade e conflito... Nutrimos a esperança de que o povo de Bahá possa ser guiado pelas palavras abençoadas: "Vede! Todas as coisas são de Deus!" Esta excelsa afirmação é como água para extinguir o fogo do ódio e da inimizade latente dentro dos corações e peitos dos homens. Ele, deveras, diz a verdade e mostra o caminho. Ele é o Todo-Poderoso, o Excelso, o Benévolo. " | ” |

A 'religião de Deus', ou 'religião una' descrita através da sucessiva revelação Divina a cada época, foi denominada Revelação Progressiva. De acordo com os bahá'ís, este conceito não é exclusivo da Fé Bahá'í, mas apresentada de diferentes maneiras em todas as religiões. Moisés fez a promessa ao povo de Seu tempo sobre a vinda de um messias, quando Cristo afirmou ser o Prometido, também advertiu a Seu povo sobre a vinda de um Messias. Os escritos bahá'ís delineiam categoricamente as religiões que fazem parte da revelação de Deus: o sabeísmo, hinduísmo, judaísmo, budismo, zoroastrismo, cristianismo, islamismo,  fé babí e fé bahá'í.
Sobre a mudança entre as Leis e Ensinamentos de cada Manifestante, Bahá'u'lláh diz:
"Ó povo! As palavras são reveladas segundo a capacidade, de modo que os principiantes possam fazer progresso. O leite deve ser dado segunda a medida, a fim de que a criancinha deste mundo, possa entrar no Reino da Grandeza e estabelecer-se na Corte da Unidade."
Os bahá'ís desenvolvem a ideia de que cada época diferente, exige necessidades diferentes. Assim como as leis de um país precisam evoluir conforme evolui sua sociedade, as Leis de Deus sempre evoluem através das religiões, conforme evolui a humanidade.

### Unidade da humanidade
| “ | Diz o Grande Ser: Ó bem-amados! Ergueu-se o tabernáculo da unidade; não vos considereis uns aos outros como estranhos. Sois os frutos de uma só árvore e as folhas do mesmo ramo. | ” |

| “ | Não se vanglorie o Homem em amar a sua pátria, antes tenha ele glória em amar a sua espécie. A terra é um só país e os seres humanos são seus cidadãos. | ” |

## Revelação Progressiva
A Revelação Progressiva é um dos principais argumentos bahá'ís, que dizem respeito à unidade de Deus e Suas religiões. Os bahá'ís acreditam que de época em época Deus se Revela, trazendo novos ensinamentos de acordo com o progresso espiritual do homem, a Fé Bahá'í delineia as religiões de caráter monoteístas até então registradas:
| \| Mensageiro de Deus \| Religião \| Ano \| \| ----------------------- \| ------------ \| ---------- \| \| Nome perdeu-se no tempo \| Sabeismo \| 3.000 a.C. \| \| Krishna \| Hinduísmo \| 3.000 a.C. \| \| Abraão \| Judaísmo \| 2.000 a.C. \| \| Moisés \| Judaísmo \| 1.200 a.C. \| \| Buda \| Budismo \| 560 a.C. \| \| Zoroastro \| Zoroastrismo \| 630 a.C. \| \| Cristo \| Cristianismo \| 30 d.C. \| \| Maomé \| Islamismo \| 570 d.C. \| \| Báb \| Fé Babí \| 1844 d.C. \| \| Bahá'u'lláh \| Fé Bahá'í \| 1863 d.C. \| |              |            |
| Mensageiro de Deus | Religião     | Ano        |
| Nome perdeu-se no tempo | Sabeismo     | 3.000 a.C. |
| Krishna | Hinduísmo    | 3.000 a.C. |
| Abraão | Judaísmo     | 2.000 a.C. |
| Moisés | Judaísmo     | 1.200 a.C. |
| Buda | Budismo      | 560 a.C.   |
| Zoroastro | Zoroastrismo | 630 a.C.   |
| Cristo | Cristianismo | 30 d.C.    |
| Maomé | Islamismo    | 570 d.C.   |
| Báb | Fé Babí      | 1844 d.C.  |
| Bahá'u'lláh | Fé Bahá'í    | 1863 d.C.  |

Vide Nota
| “ | Desde Abraão, cada Educador Divino tem trazido uma mensagem na qual se destaca algum princípio necessário, e cada vez se reiteram certos preceitos básicos por serem estes sempre verdadeiros, sempre vitais ao bem-estar do homem. Moisés trouxe uma mensagem de justiça, Buda ensinou a renúncia, Jesus o amor, Maomé a submissão. Hoje o Autor da Fé Bahá'í Mundial traz a mensagem da unidade. Mas através de todas essas mensagens se percebe a Regra de Ouro, segundo a qual todos os homens são irmãos, filhos de um só Deus. | ” |

Bahá'u'lláh explica que desde que existe humanidade Deus tem enviado Seus Mensageiros para guiá-la, não havendo, portanto, nenhum período onde não houvesse Manifestação de Deus. Os Escritos Bahá'ís referem-se ao primeiro Profeta como Adão.
Na lógica da revelação progressiva, a religião é Una - religião de Deus - e progressiva, não é estática, evolui gradativamente, acompanha o crescimento humano e deve prover a solução de todos os possíveis problemas em escala social e desenvolvimento espiritual. De acordo com Bahá'u'lláh não se deve considerar um Manifestante superior ou inferior a outro: "Se observares com olhos discernentes, verás que todos habitam no mesmo tabernáculo, voam no mesmo céu, se sentam no mesmo trono". Os bahá'ís acreditam que aceitando Bahá'u'lláh como um Mensageiro de Deus para esta época, estão aceitando todos os Mensageiros do passado.

## Ensinamentos místicos
De acordo com os ensinamentos bahá'ís, o propósito da existência física é o do desenvolvimento de virtudes ou qualidades espirituais, tais como a bondade, justiça, honestidade, veracidade, compaixão, cortesia, entre outros. Essas perfeições simbolizam o verdadeiro dom da natureza humana, assim como a natureza de uma planta é crescer, buscar o sol, a natureza humana é amar, buscar a Deus.
Abdu'l-Bahá explica que assim como um embrião no ventre materno desenvolve seus membros e sentidos para preparar-se para este mundo material, mesmo que não compreenda qual o motivo desse desenvolvimento. Da mesma maneira, neste mundo contingente podemos não compreender exatamente a importância do desenvolvimento espiritual.
O desenvolvimento dessas qualidades espirituais podem ser adquiridos seguindo os Ensinamentos e Leis dos Manifestantes de Deus. Os bahá'ís acreditam que todos devem se voltar a Bahá'u'lláh nesta época.
| “ | Dou testemunho, ó meu Deus, de que Tu me criaste para Te conhecer e adorar. Confesso, neste momento, minha incapacidade e Teu poder, minha pobreza e Tua riqueza. Não há outro Deus além de ti, o Amparo no Perigo, O que subsiste por Si próprio. | ” |

Segundo a Fé Bahá´í a alma como sendo imortal, após sua separação com o corpo, continuará a desenvolver-se eternamente através dos mundos espirituais de Deus até que atinja Sua presença. O estado da alma após a morte dependerá das realizações feitas por ela durante este mundo material.
A outra ideia, da qual se apoia os ensinamentos místicos bahá'ís, é que um reino é incapaz de compreender outro superior, ou seja, o ser humano é incapaz de compreender a realidade espiritual, do mesmo modo que um animal não pode compreender o ser humano, e a planta compreender o animal. Sendo dotados essencialmente de uma alma ou espírito racional, o ser humano é capaz de abranger todos os reinos abaixo, possuindo poder de desvendar as realidades físicas como na ciência, em compreensão abrangendo parte do mundo material - seu poder de desvendar também as realidades espirituais é devido ao desenvolvimento espiritual (através das virtudes), desse modo, seu não-desenvolvimento implica uma compreensão inferior do mundo espiritual, relevando a ideia de que todas as coisas evoluem eternamente.
| “ | Sabe tu, em verdade - a alma depois da sua separação do corpo, continuará a progredir até que atinja a Presença de Deus, num estado e condição que nem a revolução dos tempos e séculos mudará, nem os acasos, e as vicissitudes deste mundo poderão alterar. | ” |

## Princípios Sociais

### Igualdade de direitos e oportunidades para homens e mulheres
Na visão bahá'í, a igualdade de direitos para homens e mulheres constitui um elevado componente para o progresso da humanidade, representando tanto na religião quanto na sociedade um princípio fundamental.
A Casa Universal de Justiça diz:
| “ | A negação dessa igualdade perpetra uma injustiça contra metade da população do mundo, e promove entre os homens atitudes e hábitos nocivos que são transportados do ambiente familiar para o local de trabalho, para a vida política, e, em última análise, para a esfera das relações internacionais. Não existem quaisquer fundamentos morais, práticos ou biológicos que justifiquem essa privação. Só quando as mulheres forem bem recebidas em todos os campos de atividade humana, em condições de igualdade, é que se criará o clima moral e psicológico do qual poderá emergir a paz internacional. | ” |

| “ | A emancipação da mulher - a concretização da plena igualdade entre os sexos - é um dos pré-requisitos mais importantes, embora dos menos reconhecidos, para o estabelecimento da paz. | ” |

### Eliminação de todas as formas de preconceitos
O ser humano, na filosofia, por falta de compreensão ou conhecimento, ou simplesmente por sua limitação em abranger "o todo", tem dividido, catalogado e agrupado todas as coisas de forma a poder abranger "cada coisa de uma vez". Essa divisão, de acordo com os ensinamentos bahá'ís, é prejudicial em termos relacionais, fazendo com que um indivíduo enxergue sua própria condição e existência de forma diferente (superior ou inferior) da de seu semelhante. O preconceito é uma das maiores causas das guerras e outros tipos de conflitos, acentua-se o preconceito de raça, nação e religião como os mais danosos males da humanidade.
Bahá'u'lláh como Seu princípio fundamental, ensina que o mundo deve ser visto como um só país, as nações, como uma só nação, e todos os seres humanos como membros de uma mesma raça - as divisões feitas pelo homem são necessárias apenas para o pensamento, perante Deus a criação é uma só. Não obstante, ´Abdu'l-Bahá explica que cada indivíduo deve enxergar o mundo de maneira global, considerar o "mar inteiro" e não apenas as "ondas".
A eliminação de todos as formas de preconceito é ainda pré-requisito - de acordo com a Fé Bahá'í - para a investigação individual da verdade, em termos espirituais e científico. Aconselha, aos que desejam alcançar o verdadeiro conhecimento, que abandonem seus preconceitos e abram suas mentes.
| “ | O reconhecimento desta verdade requer o abandono dos preconceitos - de todos os tipos de preconceitos - relacionados com a raça, a classe social, a cor da pele, a crença religiosa, a nacionalidade, o sexo e o grau de civilização material. | ” |

### Harmonia entre ciência e religião
Os ensinamentos bahá'ís instruem que deve haver esforço a fim de se poder unir a ciência e a religião. O que a inteligência humana não puder compreender, a religião não deve aceitar. 'Alí, genro de Maomé confirma dizendo: "O que está de acordo com a ciência, também o é com a religião."
O conflito é devido ao erro, segundo ´Abdu'l-Bahá uma verdade não pode anular outra verdade, a ciência não vem anular uma realidade espiritual e a espiritual não anula a material, se complementam e desenvolvem.
| “ | Podemos imaginar a ciência como uma asa e a religião como a outra; um pássaro necessita de duas asas para voar, uma apenas seria inútil. Qualquer religião que conteste a ciência ou a ela se oponha é mera ignorância -- pois ignorância é o oposto do conhecimento. | ” |

| “ | Todos os Manifestantes de Deus e Seus Profetas têm ensinado as mesmas verdades e indicado a mesma lei espiritual. Todos eles ensinam um código único de moralidade. Não há divisão na verdade. O Sol tem lançado muitos raios para iluminar a inteligência humana, mas a luz é sempre a mesma. | ” |

### Independente busca da verdade
Os escritos bahá'ís ensinam que a verdade pode ser usada como um instrumento para realizar a unidade do mundo, pois a verdade também é una, possuindo esse poder de abranger todas as mentes humanas. Entretanto, o considerado empecilho para a verdade é o preconceito. De acordo com os ensinamentos bahá'ís, o homem mais erudito que estiver preso ao preconceito é incapaz de encontrar a verdade, enquanto aquele que não tiver a mínima instrução, mas se esforça de mente aberta a conhecer, poderá encontrá-la. A eliminação dos preconceitos, bem como a busca independente da verdade, trará benefícios e será um alicerce para a unidade mundial.
| “ | Cada indivíduo deve fazer sua própria e independente busca da verdade. | ” |

| “ | É imperativo, portanto, renunciarmos a todos os preconceitos e superstições particulares, se desejamos ardentemente encontrar a verdade. A não ser que em nossas mentes façamos distinção entre dogma, superstição e preconceito, de um lado, e verdade de outro, não podemos obter sucesso. Quando estamos procurando algo ardentemente, buscamo-lo por toda a parte. Este princípio devemos trazer conosco na busca da verdade. | ” |

Bahá´u´lláh exorta a todos a não seguir cegamente o caminho de outras pessoas, mas abrir a mente e por si só buscar a verdade. A religião está muitas vezes ligada à cultura de um povo, assim, se os pais forem hindus, os filhos serão hindus, se os pais forem cristãos, os filhos serão cristãos. Na Fé Bahá'í, os filhos dos bahá'ís também devem procurar sua verdade, independente dos pais; Quinze anos, é considerado a idade da maturidade espiritual, os jovens nessa época podem tomar a decisão de aceitar ou não a revelação de Bahá'u'lláh. Os pais podem guiá-lo, mas não interferir em sua decisão.

### Língua auxiliar comum a todos os países, além da nativa
Uma língua auxiliar visa aprimorar os laços de unidade entre os povos de países diferentes. Esse princípio não está mergulhado na ideia de homogeneidade cultural, já que os ensinamentos de  Bahá'u'lláh promovem a diversidade cultural, por esse motivo Bahá'u'lláh estabelece esse princípio como "língua auxiliar", onde poderá ser mundialmente escolhida uma língua determinada, sintética ou não, com aceitação de todos os representantes, devendo funcionar como uma língua adicional, não abandonando a língua nativa. É um conceito reconhecido de que uma língua única poderá a vir a diminuir falhas de comunicação e compreensão entre países, e também o receio individual de se comunicar com estrangeiros.
Os bahá'ís acreditam que a adoção de uma língua estrangeira mundialmente reconhecida, é um dos sinais da 'maturidade espiritual' humana.
| “ | Um idioma mundial será criado, ou escolhido dentre as línguas existentes, e será ensinado em todas as escolas de todas as nações federadas, como auxiliar a língua nativa. | ” |

### Educação obrigatória universal
A Fé Bahá'í evoca a ideia de que assim como as leis físicas (ciência) e hábitos podem ser ensinados, também devem ser praticados e ensinados as qualidades espirituais como amor, justiça, bondade, honestidade, obediência aos pais, sinceridade, cortesia, paciência, veracidade e assim por diante. Para os bahá'ís isso não apenas trará o progresso mundial, mas concederá a cada ser humano a honra da verdadeira liberdade. A educação permite o conhecimento e a distinção de que modo se pode alcançar a verdadeira prosperidade, enquanto que sua ausência trará os transtornos do erro. Na Fé Bahá'í, comparativamente às leis sociais, as leis de Deus visam a melhora e a ordem. A exemplo das leis de trânsito, que organizam e trazem o sentimento de liberdade ao transitar pelas ruas, as Leis de Deus concedem o sentimento máximo de liberdade. Não obstante, a eliminação de toda injustiça e o estabelecimento de uma ordem pacífica depender desse fator.
| “ | O homem é o Talismã supremo. A falta da devida educação, porém, privou-o daquilo que ele inerentemente possui. Através de uma palavra procedente da boca de Deus, foi ele chamado à existência, sendo, por mais uma palavra guiado a reconhecer a Fonte de sua educação e, por ainda outra palavra, foram salvaguardados seu grau e destino. Diz o Grande Ser: Considerai o homem, como uma mina rica em joias de inestimável valor. A educação, tão somente, pode fazê-la revelar seus tesouros e habilitar a humanidade a tirar dela algum benefício. | ” |

### Eliminação de extremos de pobreza e riqueza
A justiça econômica é também um princípio de Bahá'u'lláh, um conceito que visa obliterar qualquer ambição desvairada, ou a mera "lei dos mais fortes" prevalecente na questão econômica. A diminuição das disparidades, bem como a redução da emissão de poluentes e o uso adequado dos recursos naturais serão também resultados. De acordo com os escritos bahá'ís, futuramente todos os prédios, mesmo os de cunho 'econômico', deverão ser construídos visando a unidade dos povos, assim a própria estrutura das cidades serão modificadas, não mais visando apenas a prosperidade material, mas a direta relação humana com o desenvolvimento espiritual e o trabalho - as Casas de Adoração Bahá'í adotam esse conceito. As cidades atualmente são planejadas visando o desenvolvimento econômico, sufocando as relações humanas e frequentemente provocando doenças, as consideradas "doenças modernas"; sinalizando a desarmonia entre o crescimento das cidades e o crescimento individual e coletivo humano.
| “ | Todos os seres humanos têm direito de viver; têm direito ao descanso e certa parcela de bem-estar. Assim como um homem rico pode viver em seu palácio cercado de luxo e do maior de todos os confortos, assim um homem pobre deve ter as coisas necessárias à vida. Ninguém deve morrer de fome; todos devem ter as roupas suficientes; um homem não deve viver com excesso enquanto outro não tem meios possíveis de subsistência. Procuremos, com toda a força que temos, criar condições mais felizes, para que nenhuma só alma seja desprovida. | ” |

## Conversão
Não existe qualquer rituais para uma pessoa se tornar bahá'í. Também não há necessidade de aceitar dogmas e nem é exigido que a pessoa negue os profetas ou mensageiros anteriores, ou seus livros sagrados. Em última análise, tudo o que um bahá'í precisa fazer é:
1. Reconhecer que Bahá'u'lláh é o mais atual desta linha de mensageiros divinos.
2. Reconhecer que Baha'u'llah deixou leis para reformar a humanidade.
3. Reconhecer que Bahá'u'llah deixou um sistema de administração que deve ser amado e respeitado.

A partir de então se uma pessoa se declara Bahá'í ela é considerada uma Bahá'í pelo restante da comunidade e pode participar da vida da comunidade bahá'í.